# Alex Mason
Alex Mason é um dos mais importantes personagens fictícios da série Call of Duty e um dos principais protagonistas da franquia, atuando como personagem principal na subsérie Call of Duty: Black Ops, aparecendo em quase todos os títulos da série. É um agente da CIA, sendo o personagem principal jogável em Black Ops. Ele retorna como um deuteragonista em Call of Duty: Black Ops II, sendo o personagem principal jogável para as missões dos anos 1980.
Alex também aparece como um NPC em Black Ops DS, e como um personagem jogável em Call of Duty: Black Ops: Declassified. Em Black Ops 4, ele é um dos quatro arquétipos trazidos de volta à vida, possivelmente devido aos esforços do Projeto Blackout. Mais tarde, ele retorna como o tritagonista (junto com Frank Woods) em Call of Duty: Black Ops Cold War.

## Biografia fictícia
Alex Mason nasceu em 3 de junho de 1933, em Fairbanks, Alasca, nos Estados Unidos. Desde jovem, demonstrou interesse por atividades militares e, ao atingir a idade adequada, alistou-se nas Forças Armadas dos Estados Unidos. Inicialmente, serviu como piloto de caça, mas posteriormente foi recrutado pela CIA para operações especiais de alto risco durante o período da Guerra Fria.Durante sua carreira militar, Mason participou de várias missões secretas, incluindo a Invasão da Baía dos Porcos em Cuba e operações no Vietnã e na União Soviética. Sua missão mais significativa ocorreu em 1961, quando foi capturado por forças soviéticas lideradas por Viktor Reznov e levado ao campo de concentração de Vorkuta. Após um motim bem-sucedido liderado por Reznov, Mason conseguiu escapar. Posteriormente, foi submetido a lavagem cerebral pelo coronel soviético Dragovich, que pretendia usar Mason como agente adormecido para lançar armas químicas nos Estados Unidos. Ao longo da narrativa de Call of Duty: Black Ops, Mason luta contra os efeitos dessa lavagem cerebral enquanto tenta impedir os planos de Dragovich. Em Call of Duty: Black Ops II, é revelado que Mason continuou suas operações militares, incluindo ações no Afeganistão durante a década de 1980 ao lado de seu amigo Frank Woods. Eventualmente, Mason é ferido e dado como morto, mas sobrevive e vive recluso até ser redescoberto anos depois por seu filho, David Mason, também agente da CIA.

## Recepção
Mundialmente, Alex Mason foi amplamente recebido com milhares de críticas positivas, tanto pelas publicações e sites especializados como pelos fãs da série. Seu reconhecimento gerou muita animosidade no geral, sendo colocado na lista de "5 Maiores Personagens de toda a série Call of Duty" pela revista e site Essentially Sports. Num embate de 2012, Alex Mason ganhou de outro grande protagonista da série, Capitão Price, bem como do personagem principal de Black Ops II, David Mason, pelo posto de maior protagonista da franquia Call of Duty como um todo. Em artigos próprios da Screen Rant e Game Rant, foi exigido que Alex Mason retorne em próximos capítulos da série Black Ops, tanto para ter seu desfecho narrativo quanto para continuar a história da subsérie, uma vez que Mason é considerado como o melhor protagonista do segmento narrativo Call of Duty: Black Ops.